# Robert Baden-Powell

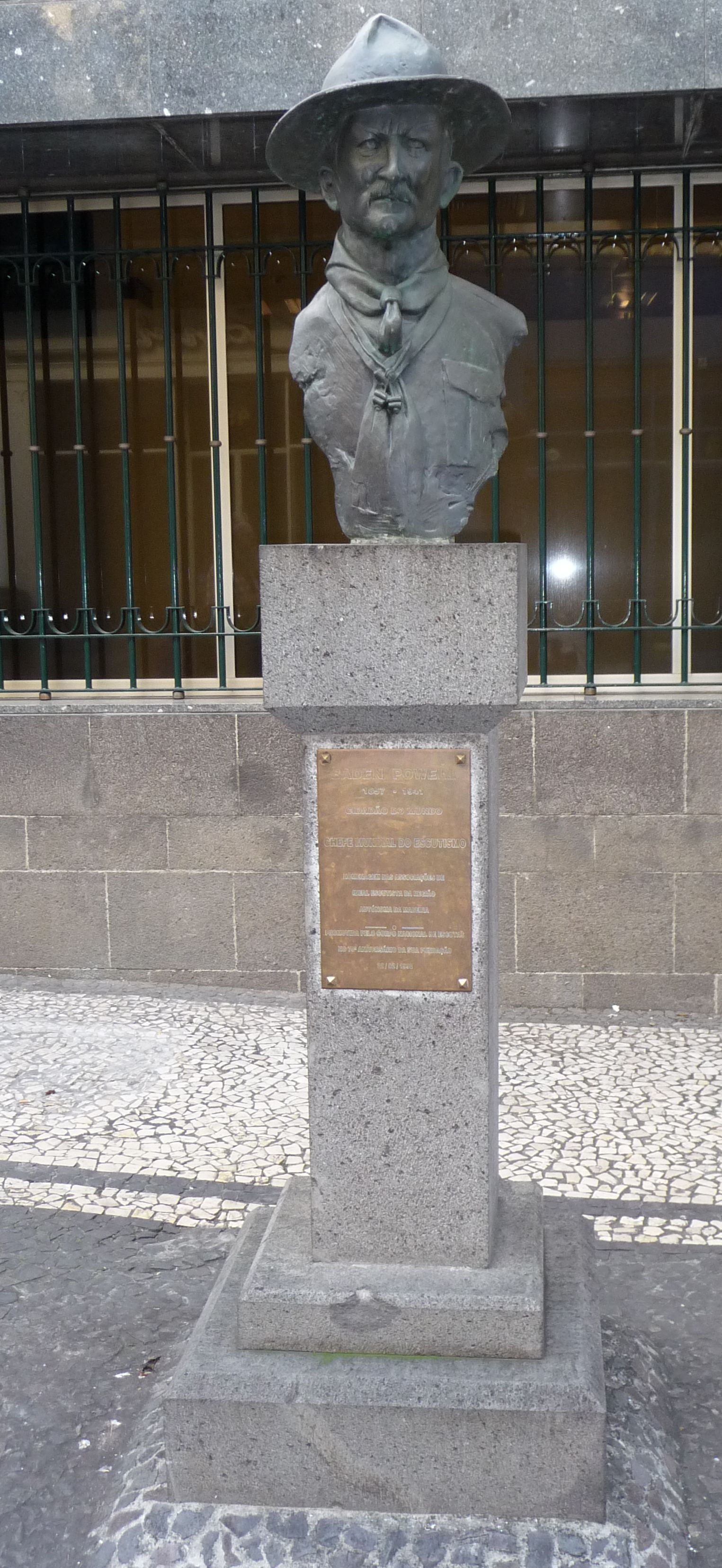
Emlékműve Funchal belvárosában

Robert Stephenson Smyth Baden-Powell, lord Baden-Powell OM (London, 1857. február 22. – Nyeri, Kenya, 1941. január 8.), monogramja után „Bi-Pi” a brit hadsereg altábornagya, író és a cserkészet megalapítója.
Miután elvégezte a Charterhouse Schoolt, 1876–1910-ig a brit hadseregben szolgált Indiában és Afrikában. 1899-ben, a dél-afrikai második búr háborúban sikeresen védte Mahikeng erődjét. Katonai könyvei közül, amelyeket afrikai évei alatt a katonai felderítésről és a felderítők képzéséről írt, sokat fiatalok is olvastak. Ezek alapján írta meg a fiatalok számára Cserkészet fiúknak című könyvét, melyet 1908-ban adott ki Arthur Pearson. Írás közben ötleteit a gyakorlatban is kipróbálta egy táborozáson Brownsea Islanden. A tábor 1907. augusztus 1-jén kezdődött, ezt tekintik ma a cserkészet kezdetének.
Miután megnősült, feleségével, Olave Baden-Powell-lel és húgával, Agnes Baden-Powell-lel aktív szerepet vállaltak a cserkészmozgalom irányításában. Utolsó éveit a kenyai Nyeriben töltötte, és ott is halt meg 1941-ben.

## Pályafutása

### Kezdetek
1857. február 22-én született London Paddington negyedében, a család nyolcadik gyermekeként. Édesapja Harry Baden-Powell tiszteletes, az Oxfordi Egyetem egykori professzora. Első tanítónője édesanyja volt, majd a Rose Hill iskolába járt Turnbridge Wellsben. 1870-ben ösztöndíjjal került a Charterhouse iskolába. Megtanult zongorázni, hegedülni, és szívesen színészkedett. Itt kezdte érdekelni a cserkészés és az erdei élet. A szünidőkben sokat kirándult bátyjaival.

### Katonai pályán
1876-ban a Királyi Sandhursti Katonai Akadémia felvételijén második lett, így alhadnagyi rendfokozatban az Indiában szolgálatot teljesítő 13-as huszárokhoz került.
1880-as években Dél-Afrikában szolgált. Ez idő alatt tökéletesítette megfigyelési és felderítési módszereit a Zulu törzs tagjainak segítségével. A fekete törzsek ezerszám vonultattak fel harcosaikat az angolok ellen és primitív fegyverzetük ellenére – a mostoha terep ismeretét is kihasználva – bizony fájó veszteségeket okoztak a brit haderőnek. Ezekben a törzsek elleni háborúkban kapott Robert Baden-Powell, az ekkor már Indiát is megjárt lovassági tábornok felderítési feladatokat, amelyek során a zord afrikai őserdőkbe vagy a hegyek közé kellett vezetnie a felderítőket. Baden-Powell mindeközben rájött, hogy az angolok csak akkor győzhetik le a bennszülötteket, ha katonáik ugyanolyan jó túlélési fortélyokkal, csodálatos éhség-, szomjúság- és fájdalomtűrő képességekkel rendelkeznek, mint a feketék harcosai. Kapóra jött hát számára a vele együtt szolgáló Frederick Russell Burnham, a rengeteg hasonló tapasztalattal rendelkező amerikai cserkész, akinek segítségével úgy képezhette ki az embereit, hogy azok végre harci sikereket értek el az afrikai terepen.
1899-ben a második búr háborúban Mafeking város védelmével bízták meg. A búrok 217 napon át sikertelenül ostromolták a várost. Az ostrom alatt felfigyelt a betegszállítással, lőszerhordással, hírvitellel megbízott fiúk ügyességére és találékonyságára. Meggyőződésévé vált, hogy a fiatalok megfelelő – természetükhöz, érdeklődésükhöz alkalmazkodó – képzési módszerek segítségével lényegesen nagyobb feladatok elvégzésére képesek. Baden-Powell tudta, hogy mindezt Burnhamnek köszönheti, akivel szoros barátságot kötött, és aki olyan nagy hatással volt rá, hogy ugyanolyan „Stetson-kalapot” és „cowboy-nyakkendőt” kezdett viselni, mint a vadnyugati kalandor – ezekből lett a cserkészek négy oldalról horpasztott tetejű, jellegzetes kalapja és cserkésznyakkendője. A cserkészmozgalom világhódító útja akkor kezdődött, amikor Baden-Powellt az afrikai harcok után hazavezényelték Angliába, ahol gyarmati tapasztalatai alapján megírta a „Segédanyag a cserkészethez” (Aids of Scouting) című katonai kiképzési kézikönyvét.

### A cserkészet
Katonai sikerei nyomán nemzeti hősként tért vissza Angliába 1900-ban. 1899-ben írt Aids to Scouting című könyvének sikere nyomán egyre több előadást tartott fiataloknak. Az egyik ilyen rendezvényen William Smith a Boy's brigade mozgalom alapítója felkérte, hogy katonai kiképzői gyakorlatát felhasználva dolgozzon ki egy nevelési programot fiatal fiúk részére.
A program kipróbálására 1907-ben kísérleti tábort szervezett Brownsea szigetén. Ezt tekintik az első cserkésztábornak. A kedvező kimenetelű táborozás hatására 1908. január 24-én kihirdette Birkenheadben (a YMCA-székházában) a cserkészet megalakulását. Ugyanebben az évben megjelent könyve, a Cserkészet fiúknak hatalmas sikert aratott, és egy év alatt hat kiadásban fogyott el. A fiatalok körében hatalmas népszerűségre tett szert, és sorra alakultak a cserkészőrsök és csapatok. 1909. szeptember 4-én a londoni Kristálypalotában rendezett cserkésztalálkozón mintegy 11 ezer fiúcserkész vett részt. Mellettük megjelentek az első lánycserkészek is.
1912. október 30-án kötött házasságot Olave St. Clair Soamesszal. 1910-ben indult útjára a lánycserkész mozgalom, melynek programját – az évek során szerzett tapasztalatok alapján – 1918-ban kiadott Girl Guiding (Lánycserkészet) című könyvében foglalta össze. A lánycserkész mozgalmat lánytestvére, Agnes Baden-Powell vezetésére bízta, tőle felesége Lady Olave Baden-Powell vette át.
A cserkészet nemcsak a Brit Birodalomban, hanem világszerte is komoly népszerűségre tett szert, és egyre komolyabb feladatot jelentett a vezetése. Ezért Baden-Powell 1910-ben VII. Edward király tanácsára nyugdíjba vonult, így minden energiáját a fejlődő világmozgalomnak szentelhette.
1920-ban rendezték meg az első cserkész világtalálkozót (dzsemborit) Londonban, ahol az egybegyűltek Baden-Powellt a világ főcserkészének választották. A dzsemborikat ettől kezdve négyévente megrendezték (kivéve a világháborús időszakot), 1933-ban éppen Magyarországon, a gödöllői Grassalkovich-kastély parkjában.

### Bi-Pi utolsó üzenete
Utolsó üzenetét a cserkészekhez Bi-Pi maga készítette el még valószínűleg 1929 előtt, mert aláírása csupán "Robert Baden-Powell", nem "Robert Baden-Powell of Gilwell". Lady Baden-Powell elmondta, hogy ezt a levelet (a "cserkészfiúknak" címzett borítékban) minden útjukra magukkal vitték egy "halálom esetén" borítékban.
Kedves cserkészek!
Ha valaha láttátok már a Pán Péter című filmet, emlékeztek, hogyan mondta el a főkalóz búcsúbeszédét minden alkalommal, attól tartva, hogy amikor eljön a halál órája, nem lesz már ideje a búcsúra. Így áll a helyzet velem is, és – bár nem haldoklom – most én is búcsúüzenetemet akarom elküldeni nektek.

Emlékezzetek arra, hogy ez az utolsó üzenet, amelyet tőlem valaha kaptok, véssétek hát jól emlékezetetekbe. 

Nagyon boldog életem volt és azt akarom, hogy a tiétek is az legyen. 

Hiszem, hogy Isten azért teremtett bennünket ebbe a szép világba, hogy boldogok legyünk és élvezzük az életet. Csakhogy a boldogság nem a gazdagságból ered, nem a sikeres karrierből és nem saját vágyaink kielégítéséből. A boldogsághoz vezető út ott kezdődik, hogy fiú korotokban egészségessé és kitartóvá fejlesszétek magatokat, hogy felnőttként hasznosak lehessetek és élvezni tudjátok az életet. 

A természet ismeret megmutatja számotokra, hogy mennyi teljes szépségű és különleges dologgal látta el Isten boldogításunkra a földet. Legyetek elégedettek azzal, amit kaptatok és használjátok föl a lehető legjobban. Nézzétek a dolgok derűs oldalát, ne a borúsat. 

Ám az igazi boldogságot csak a másoknak nyújtott boldogság által érhetitek el. Igyekezzetek ezt a világot egy kicsit jobb állapotban magatok mögött hagyni, mint a hogy találtátok: úgy amikor eljön halálotok órája, boldogan halhattok meg abban a tudatban, hogy nem vesztegettétek el az időtöket, megtettétek, ami tőletek telt. 

Legyetek készen a boldog életre és a boldog halálra. Ragaszkodjatok mindig a fogadalmatokhoz – akkor is, ha már nem vagytok gyerekek. Isten segítsen ebben benneteket. 

Barátotok: Robert Baden-Powell

## Magánélete
Baden-Powell 1912 januárjában, az Arcadian óceánjáró fedélzetén ismerte meg leendő feleségét, Olave St Clair Soamest. Olave 23 éves volt, Baden-Powell 55 – ekkora korkülönbség akkoriban nem volt szokatlan –, és születésnapjuk ugyanarra a napra esett. Szeptemberben eljegyezték egymást, ami Baden-Powell ismertségének köszönhetően médiaszenzáció lett.
Hogy elkerüljék a sajtó alkalmatlankodását, titokban házasodtak össze 1912. október 31-én. Az angol cserkészek egy-egy pennyvel járultak hozzá a nászajándékhoz, egy autóhoz (nem tévesztendő össze azzal a Rolls-Royce-szal, amelyet 1929-ben kaptak). Házasságuk emlékét egy emlékmű őrzi a Brownsea Island-i Mária-templomban.
Baden-Powell és Olave 1919 és 1939 között a hampshire-i Bentley közelében fekvő Pax Hill házban, majd a surrey-i Ripley mellett, a Chapel Farmon laktak. A bentleyi házat Olave apjától kapták. Közvetlenül házasságkötése után Baden-Powell egészsége meggyengült, és rosszullétek törtek rá. Folyamatos fejfájásra panaszkodott, melyet orvosa pszichoszomatikus okokra vezetett vissza, és álomfejtéssel próbált gyógyítani. A fejfájások lecsillapodtak, miután az erkélyen ideiglenesen kialakított hálószobába költözött.
Egyes életrajzírók, történészek szerint azonban nem véletlen, hogy Baden-Powell nem siettette az elköteleződést. Ők azt valószínűsítik, hogy Bi-Pi a saját neméhez vonzódott, de magában elfojtotta, a külvilág elől pedig elrejtette ilyen irányú érzéseit, vágyait. Már csak azért is, mert a korban a homoszexualitás bűnnek számított, és mivel a lord köztiszteletben álló hazafi volt, nem kockáztathatta a meghurcoltatását. A kutatók a férfi életének egyes epizódjai, önéletrajzi írásai alapján valószínűsítik mindezt. A gyermek Baden-Powell elég érzékeny volt, aki szívesen játszott babákkal, kamaszként nagyon igényelte a kortárs fiúk társaságát (a lányokét ellenben nem kereste, sőt zavarta a közelségük), színjátszóként a hadseregben női szerepeket vállalt, és a kisportolt, jóképű férfiakkal együtt érezte jól magát.
1939-ben a kenyai Nyeribe költöztek, a Kenya-hegy közelébe. A kis, egyszobás ház, amelyet Paxtunak nevezett, az Outspan Hotel telkén állt, melynek tulajdonosa Eric Sherbrooke Walker, Baden-Powell első személyi titkára volt. Övé volt 17 km-rel arrébb, az Aberdare-hegységben található Treetop Hotel is, amelyet Baden-Powell gyakran meglátogatott. Ma a Paxtu ház az Outspan Hotel épületeihez tartozik, és apró cserkészmúzeumként működik.

## Művei

### Katonai könyvek
- 1884: Reconnaissance and Scouting
- 1885: Cavalry Instruction
- 1889: Pigsticking or Hoghunting
- 1896: The Downfall of Prempeh
- 1897: The Matabele Campaign
- 1899: Aids to Scouting for N.-C.Os and Men
- 1900: Sport in War
- 1901: Notes and Instructions for the South African Constabulary
- 1914: Quick Training for War

### Cserkészkönyvek
- 1908: Scouting for Boys
- 1909: Yarns for Boy Scouts
- 1912: Handbook for Girl Guides (társszerző Agnes Baden-Powell)
- 1913: Boy Scouts Beyond The Sea: My World Tour
- 1916: The Wolf Cub's handbook
- 1918: Girl Guiding
- 1919: Aids To Scoutmastership
- 1921: What Scouts Can Do: More Yarns[8]
- 1922: Rovering to Success (A boldogulás ösvényein)
- 1929: Scouting and Youth Movements

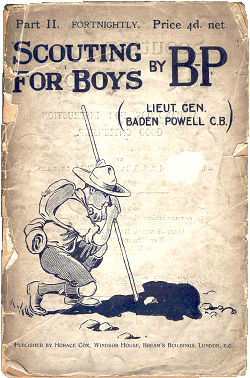
A Scouting for Boys második részének borítója, 1908. január

- 1935: Scouting Round the World
- 1939 k.: Last Message to Scouts

### Egyéb könyvek
- 1905: Ambidexterity (társszerző John Jackson)
- 1915: Indian Memories
- 1915: My Adventures as a Spy[9]
- 1916: Young Knights of the Empire: Their Code, and Further Scout Yarns[10]
- 1921: An Old Wolf's Favourites
- 1927: Life's Snags and How to Meet Them
- 1933: Lessons From the Varsity of Life
- 1934: Adventures and Accidents
- 1936: Adventuring to Manhood
- 1937: African Adventures
- 1938: Birds and beasts of Africa
- 1939: Paddle Your Own Canoe
- 1940: More Sketches Of Kenya

## Magyarul megjelent művei
- Tábornok mint kém. Robert Baden-Powell vallomásai; ford. Mikes Lajos; Magyar Keresk. Közlöny, Bp., 1915 (Világkönyvtár III.)
- Egy angol altábornagy kémkedése Sir Robert Baden-Powell önvallomásai; ford. Ruttkay György; Lampel, Bp., 1915 (Magyar könyvtár)
- A farkaskölyök próbák; összeáll. Baden Powell Robert nyomán Gerritsen Vilmos; Gutenberg, Bp., 1932
- A boldogulás ösvényein; ford. Harangi László; Magyar Cserkészszövetség, Bp., 1933
- A cserkészvezető (Magyar Cserkészcsapatok Szövetsége, Budapest, 1992)
- Cserkészet fiúknak. Kézikönyv a jó állampolgár neveléséhez az erdőjárás révén; ford. Illy József, ill. a szerző; Magyar Cserkészcsapatok Szövetsége, Bp., 1994 (Cserkészvezetők könyvtára)
- A boldogulás ösvényein; ill. a szerző, ford. Harangi László, szerk., utószó Arató László; Márton Áron, Bp., 1999
- A boldogulás ösvényein; ill. a szerző, ford. Harangi László, szerk., függelék kieg. Arató László; 3. jav. kiad.; Márton Áron, Bp., 2004
- B.-P. horizontja. Válogatás a The Scouter folyóiratban 1909 és 1941 között megjelent írásokból a cserkészmozgalom alapítójától; ford. Babos Gábor; Alapítvány a Szegedi Cserkészéletért, Szeged, 2008
- Scouting for boys. Cserkészet fiúknak. Kézikönyv a jó állampolgár neveléséhez az erdőjárás révén; ford. Illy József; Magyar Cserkészszövetség, Bp., 2018

## Szobor
- 1905 John Smith[11]